# Quận Gilmer, Georgia
Quận Gilmer là một quận trong tiểu bang Georgia, Hoa Kỳ. Quận lỵ đóng ở thành phố Ellijay.6 Theo điều tra dân số năm 2000 của Cục điều tra dân số Hoa Kỳ, quận có dân số 23.456 người 2. Năm 2007, ước tính dân số quận này là người, ước tính năm 2007 dân số là 28.389 người.

## Địa lý
Theo Cục điều tra dân số Hoa Kỳ, quận có tổng diện tích 1118 km2, trong đó có 13 km2 hay 1,19% là diện tích mặt nước.

## Xa lộ
- U.S. Route 76
- State Route 2
- State Route 5
- State Route 52
- State Route 136
- State Route 282
- State Route 382
- State Route 515

### Quận giáp ranh
- Quận Fannin (bắc)
- Quận Dawson (đông nam)
- Quận Pickens (nam)
- Quận Gordon (tây nam)
- Quận Murray (tây)